# Siganus woodlandi
Siganus woodlandi är en fiskart som beskrevs av Randall och Kulbicki 2005. Siganus woodlandi ingår i släktet Siganus och familjen Siganidae. Inga underarter finns listade i Catalogue of Life.